# Condado de Canadian
El condado de Canadian (en inglés: Canadian County), fundado en 1890 y con su nombre debido al río Canadian, es un condado del estado estadounidense de Oklahoma. En el año 2000 tenía una población de 87.697 habitantes con una densidad de población de 38 personas por km². La sede del condado es El Reno.

## Geografía
Según la oficina del censo el condado tiene una superficie total de 2344 km² (905 mi²), de los que 2330 km² (899,6 mi²) son tierra y 14 km² (5,4 mi²) (0,60%) son agua.

## Condados adyacentes
- Condado de Kingfisher - norte
- Condado de Oklahoma - este
- Condado de Cleveland - sureste
- Condado de Grady - sur
- Condado de Caddo - suroeste
- Condado de Blaine - noroeste

## Transporte

### Principales carreteras y autopistas
| - Interestatal 40 - U.S. Autopista 81 - U.S. Autopista 270 - U.S. Autopista 281 | - Carretera Estatal 3 - Carretera Estatal 4 - Carretera Estatal 8 - Carretera Estatal 37 - Carretera Estatal 66 |

### Aeropuertos
- Clarence E. Page Municipal Airport a 28 km de Oklahoma City.
- Sundance Airpark a 20 km de Oklahoma City.

## Demografía
Según el censo del 2000 la renta per cápita media de los habitantes del condado era de 45.439 dólares y el ingreso medio de una familia era de 51.180 dólares. En el año 2000 los hombres tenían unos ingresos anuales 35.944 dólares frente a los 24.631 dólares que percibían las mujeres. El ingreso por habitante era de 19.691 dólares y alrededor de un 7,90% de la población estaba bajo el umbral de pobreza nacional.

## Ciudades y pueblos
- Calumet
- El Reno
- Geary
- Mustang
- Okarche
- Oklahoma City (de modo parcial)
- Piedmont
- Union City
- Yukon